# アーサー・ゴサード
アーサー・ゴサード（Arthur C. Gossard、1935年6月18日 - 2022年6月26日）は、アメリカの科学者。カリフォルニア大学サンタバーバラ校電気・計算機工学科の教授。研究分野は分子線エピタキシー法。カリフォルニア大学バークレー校で博士号を取得した。全米技術アカデミーの会員。イリノイ州出身。

## 受賞歴
- 1984年 - オリバー•E•バックリー凝縮系物理学賞
- 2001年 - ジェームス・C・マックグラディ新材料賞
- 2015年 - アメリカ国家技術賞、ニューカム・クリーブランド賞
- 2017年 - クラリベイト・アナリティクス引用栄誉賞